# Mecachrome
Mecachrome es una firma francesa de motores, que trabaja actualmente en conjunto con Renault F1, como ensambladora de motores de dicha firma. La relación entre ambas nacería luego de la incursión de Mecachrome en Fórmula 1 en 1998, cuando tomó a su cargo la provisión de motores de aquellas escuadras que eran abastecidas por Renault hasta 1997. 

## Fórmula 1
Utilizó como base para sus propios impulsores al motor RS9 de Renault con el que Williams obtuviera el Campeonato de Pilotos y de Constructores en 1997.
Fue empleado por Benetton y Williams entre 1998 y 1999. El motor era básicamente el Renault RS9 que habían utilizado Williams y Benetton en 1997, pero modificado. El mismo motor, con ciertos retoques, fue denominado Supertec en 1999. Benetton no utilizó ninguno de estos 2 nombres para sus motores sino que se llamaron Playlife, una submarca de la compañía italiana de moda homónima.
En 2001, Renault volvió al campeonato al adquirir el equipo Benetton Formula, uno de los últimos que equipaban motores de la Mecachrome. Los motores diseñados desde ese año, nuevamente llevaron el nombre de Renault. La relación se mantuvo sin cambios, con Renault responsable del diseño y Mecachrome del montaje; esta relación ayudó a ganar a Renault seis Campeonatos de Constructores y de Pilotos; dos en el período 2005-2006 con Fernando Alonso y los cuatro restantes en el período 2010-2013 con Sebastian Vettel como motorista del equipo Red Bull Racing.

## Otros campeonatos

### GP2 Series/Campeonato de Fórmula 2 de la FIA
En 2005, GP2 Series se lanzó como la categoría inferior a Fórmula 1. A medida que la idea de Bernie Ecclestone y Flavio Briatore, la nueva serie iba a ser propulsado por motores Renault, y Mecachrome fue el encargado de la producción. Las unidades de GP2 Series fueron fabricados en la misma base que Renault F1 en Aubigny, Francia, con dirección en Suiza. La caja de cambios de los GP2 Series también serían creados por Mecachrome, a través de una rama conocida como GearTek.
A pesar de un problema de ajuste que vieron las unidades de alimentación y cajas de cambios alcanzar lo que muchos observadores decía ser un nivel inaceptablemente alto de falta de fiabilidad.
La empresa continuó suministrando motores y cajas de cambio para GP2 en los siguientes años, al mismo tiempo que el suministro de GP2 Asia Series (de 2008 a 2011) con versiones ligeramente desafinadas de la unidad de poder que ha estado en el centro de GP2 Series desde 2005.
Junto al debut del Dallara F2 2018 de la segunda temporada de Fórmula 2, la empresa desarrolló un motor de 620 hp. El motor sufrió cambios técnicos a mitad de temporada, tras problemas que, junto al embrague, causaron cuatro carreras con largada detrás del vehículo de seguridad.

### GP3 Series/Campeonato de Fórmula 3 de la FIA
Desde 2016 hasta 2018, esta empresa suministró al campeonato de GP3 Series de motores V6 de 3,4 litros. En 2019, a pesar del cambio del monoplaza, los motores fueron los mismos.

## Resultados

### Fórmula 1
(Clave) (negrita indica pole position) (cursiva indica vuelta rápida)

| Año     | Equipo              | Chasis        | Motor                                 | Neu. | Pilotos               | 1   | 2   | 3   | 4   | 5   | 6   | 7   | 8   | 9   | 10  | 11  | 12  | 13  | 14  | 15  | 16  | Puntos | Pos. |
| ------- | ------------------- | ------------- | ------------------------------------- | ---- | --------------------- | --- | --- | --- | --- | --- | --- | --- | --- | --- | --- | --- | --- | --- | --- | --- | --- | ------ | ---- |
| 1998    | Winfield Williams   | Williams FW20 | Mecachrome GC37-01 3.0 V10            | G    |                       | AUS | BRA | ARG | SMR | ESP | MON | CAN | FRA | GBR | AUT | GER | HUN | BEL | ITA | LUX | JPN | 38     | 3°   |
| 1998    | Winfield Williams   | Williams FW20 | Mecachrome GC37-01 3.0 V10            | G    | Jacques Villeneuve    | 5   | 7   | Ret | 4   | 6   | 5   | 10  | 4   | 7   | 6   | 3   | 3   | Ret | Ret | 8   | 6   | 38     | 3°   |
| 1998    | Winfield Williams   | Williams FW20 | Mecachrome GC37-01 3.0 V10            | G    | Heinz-Harald Frentzen | 3   | 5   | 9   | 5   | 8   | Ret | Ret | 15  | Ret | Ret | 9   | 5   | 4   | 7   | 5   | 5   | 38     | 3°   |
| 1998    | Mild Seven Benetton | Benetton B198 | Playlife (Mecachrome) GC37-01 3.0 V10 | B    | Giancarlo Fisichella  | Ret | 6   | 7   | Ret | Ret | 2   | 2   | 9   | 5   | Ret | 7   | 8   | Ret | 8   | 6   | 8   | 33     | 5°   |
| 1998    | Mild Seven Benetton | Benetton B198 | Playlife (Mecachrome) GC37-01 3.0 V10 | B    | Alexander Wurz        | 7   | 4   | 4   | Ret | 4   | Ret | 4   | 5   | 4   | 9   | 11  | 16  | Ret | Ret | 7   | 9   | 33     | 5°   |
| Fuente: |                     |               |                                       |      |                       |     |     |     |     |     |     |     |     |     |     |     |     |     |     |     |     |        |      |